# Jedigadde, Sakleshpur
Jedigadde là một làng thuộc tehsil Sakleshpur, huyện Hassan, bang Karnataka, Ấn Độ.